# Billy Stewart
William Larry Stewart, detto Billy (Washington, 24 marzo 1937 – Neuse River, 17 gennaio 1970), è stato un cantante, batterista e pianista statunitense di soul e rhythm & blues.

## Biografia
La carriera di Billy Stewart iniziò prestissimo: quando ancora adolescente, cantava in pubblico nel gruppo (gospel) di sua madre, chiamato "Stewart Gospel Singers".
Successivamente si esibì occasionalmente nella band vocale della futura stella del soul Don Covay, militò in seguito nei "Rainbows" in sostituzione di Marvin Gaye, senza tuttavia mai incidere con questa band.
Fu Bo Diddley che notandolo in una esibizione dal vivo gli procurò un contratto con la Chess Records che nel 1956 pubblicò il suo primo single dal titolo "Billy's Blues".
Passato, nel 1957, alla Okeh Records, registrò "Billy's Heartache" con i "Marquees". Avviato ad una incoraggiante carriera solistica, nel 1962 ritornò con l'etichetta iniziale, la Chess Records, e registrò "Fat Boy" (riferito alla sua imponente mole) e nella stessa sessione il suo primo hit delle classifiche di R&B "Reap What You Sow" e "Strange Feeling" (1963).
Successivamente colse un hit minore con "Count Me Out" ed in seguito nel 1965 altri hit con le ballads "I Do Love You" e "Sitting in the Park", ancora con "How Nice It Is" e "Because I Love You".
Nel 1966 Stewart registrò negli studi della Chess Records l'album "Unbelievable" che comprendeva il suo maggiore successo Summertime, reinterpretazione del brano di George Gershwin. La sua versione raggiunse la Top Ten delle classifiche sia di Pop che di Rhythm & Blues.
La caratteristica della carriera di Stewart fu la reinterpretazione di classici con una propria impronta originale come ad esempio "Secret Love" (altro brano in Top Ten).
La sua carriera, che sembrava destinata ad una maggiore ascesa, subì un primo intoppo a causa dei problemi di salute che l'artista soffrì in questo periodo, a cominciare dal diabete (al quale contribuì il peso notevole) ed in seguito, nel 1969, ad un incidente motociclistico.
Il 17 gennaio 1970 avvenne la tragedia. L'automobile di Stewart, con a bordo oltre anche tre musicisti del gruppo Soul Kings, ovvero Rico Hightower (1937-1970), Norman Rich (1930-1970) e William Cathey (1937-1970), uscì fuori strada dal ponte sul Neuse River (North Carolina) e s'inabissò nel fiume sottostante, uccidendo tutti e quattro i passeggeri.

## Album
- "I Do Love You" (1965, Chess Records)
- "Unbelievable" (1965, Chess Records)
- "Billy Stewart Teaches Old Standards New Tricks" (1967, Chess Records)
- "Remembered" (1969, Chess Records)
- "The Greatest Sides" (1982, Sugar Hill/Chess Records)